# النفيضة

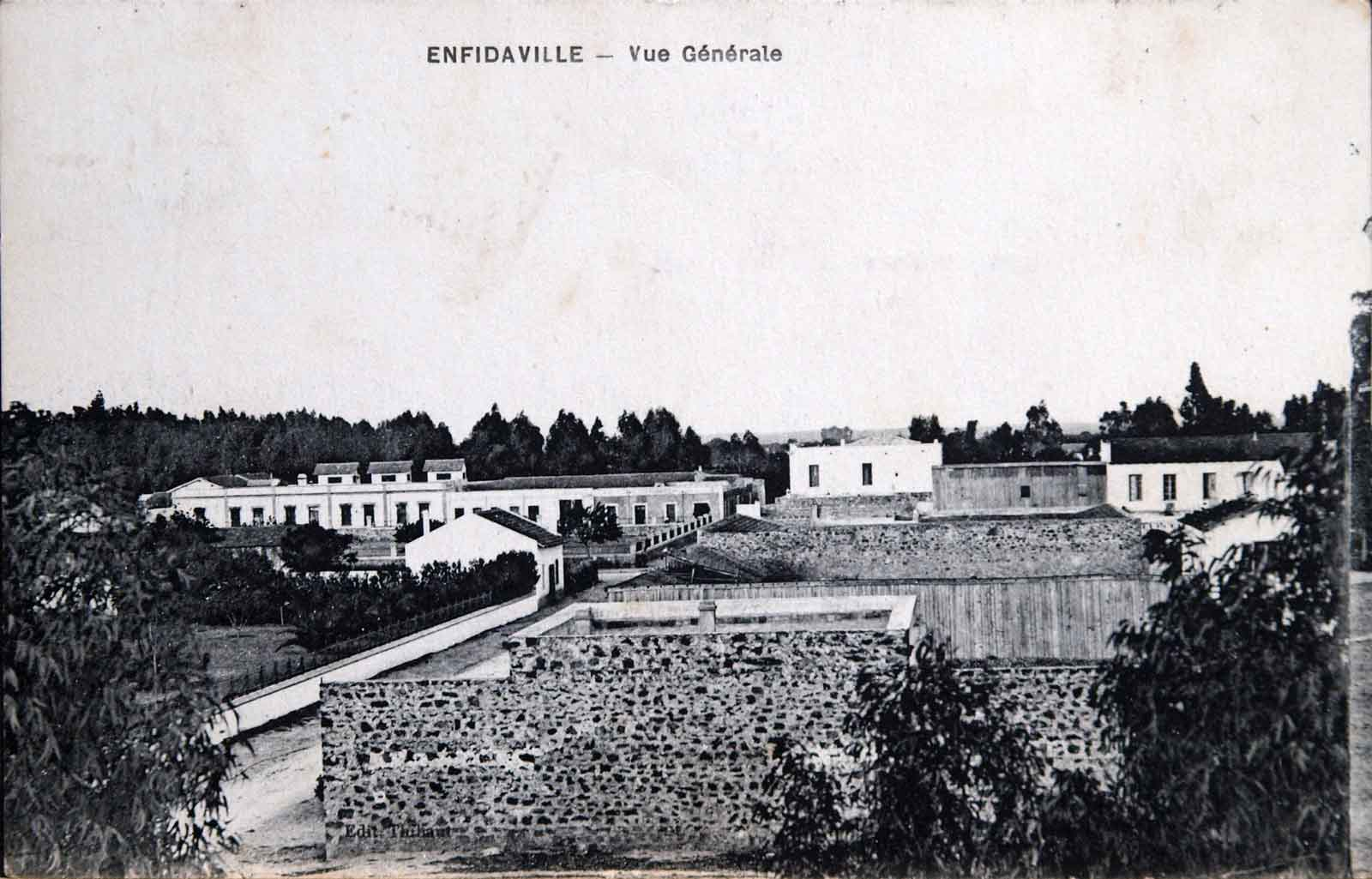
رؤية عامة عن مدينة النفيضة في بطاقة بريدية قديمة

النفيضة، مدينة في تونس، وهي مركز معتمدية تابعة لولاية سوسة، ترتكز أساسا على الزراعة. كانت النفيضة مركزا فلاحيّا مهمّا للمعمّرين في فترة الحماية الفرنسية التي انتصبت في تونس منذ سنة 1881. وهو ما يفسر نمطها المعماري الهجين، إذ يخلط بين الخصائص المحلية والسمات المستوردة من الأقاليم الفرنسية. ووسط البنايات ذات الطابع الأوروبي التي تحيط بالشارع الرئيسي، تنتصب الكنيسة التي حوّلت اليوم إلى متحف. النفيضة مزدهرة منذ أقدم العصور، وهو ما يفسر غزارة المنشآت الريفية الرومانية والبيزنطية هذه المعالم قدمت لنا شهادات ثمينة عن تلك العهود، وبالأخص العهد المسيحي. ولقد تم الاحتفاظ بهذه اللقى في حدائق الكنيسة وفي نطاقها، لا سيما البلاطات القبرية الفسيفسائية التي يعود تاريخها إلى القرنين الخامس والسادس. تحتوي النفيضة على منطقة صناعية تضم عدة وحدات من أهمها مصنع إسمنت النفيضة، كما أصبحت المدينة مركزا للنقل الجوي في البلاد بتواجد مطار النفيضة الحمامات الدولي فيها. ينشط في المدينة فريق النفيضة الرياضية.

## تاريخ تسميتها
كان اسمها قبل الاستعمار الفرنسي: دار الباي، لاحتوائها على قصر للباي، ثم صار اسمها بالفرنسية في عهد الاستعمار: Enfidaville أي مدينة النفيضة، وأخيرًا سميت بـالنفيضة.

## الجغرافيا
تقع مدينة النفيضة شمال شرق تونس، على بعد 100 كم من العاصمة تونس. تقع على خط السكة الحديدية بين تونس وسوسة، 45 كم شمال شرقي مدينة سوسة و 40 كيلومترا جنوب خليج الحمامات.

## وصلات خارجية
موقع المنطقة الصناعية بالنفيضة